# Kloster Batschkowo

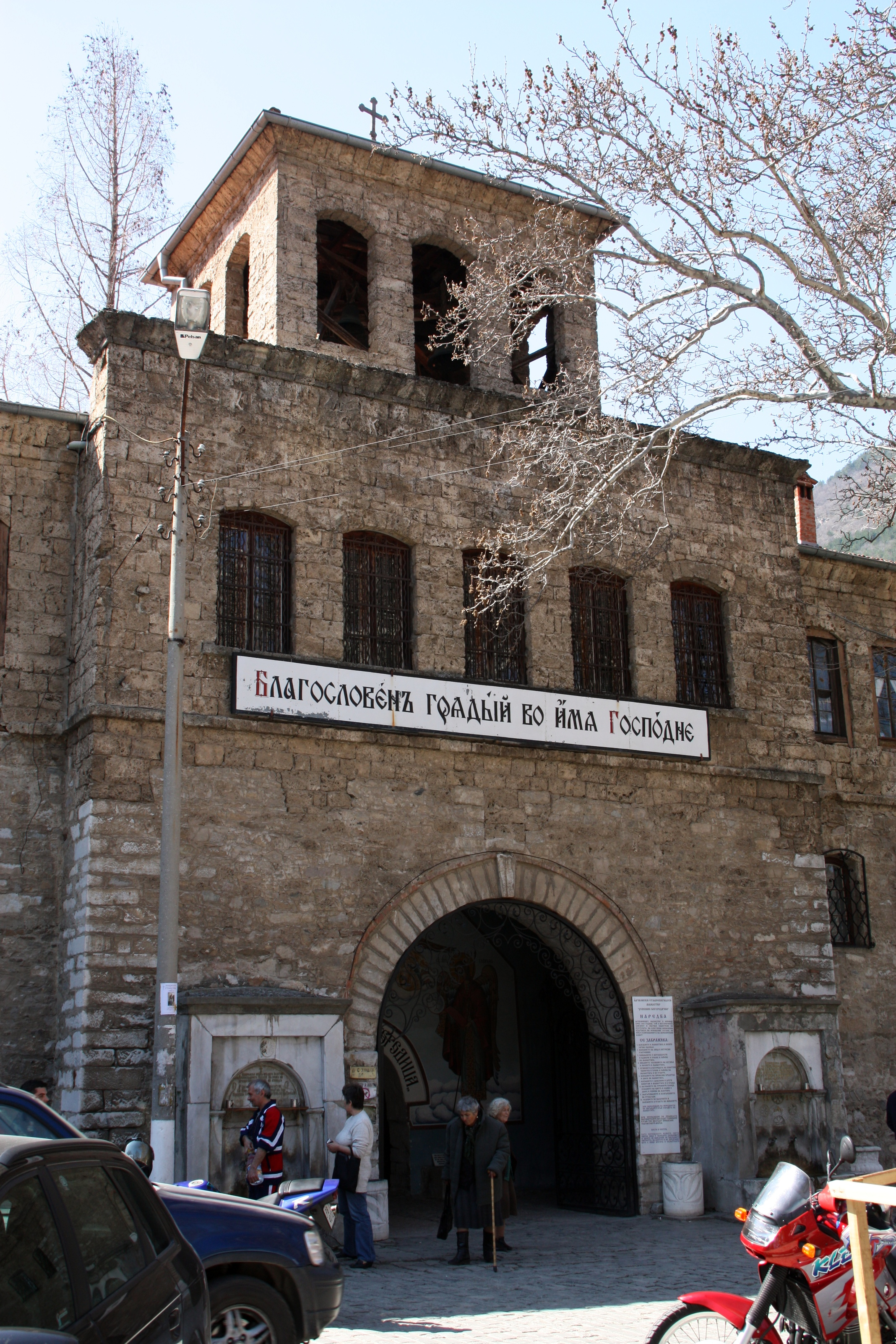
Haupteingang des Klosters Batschkowo

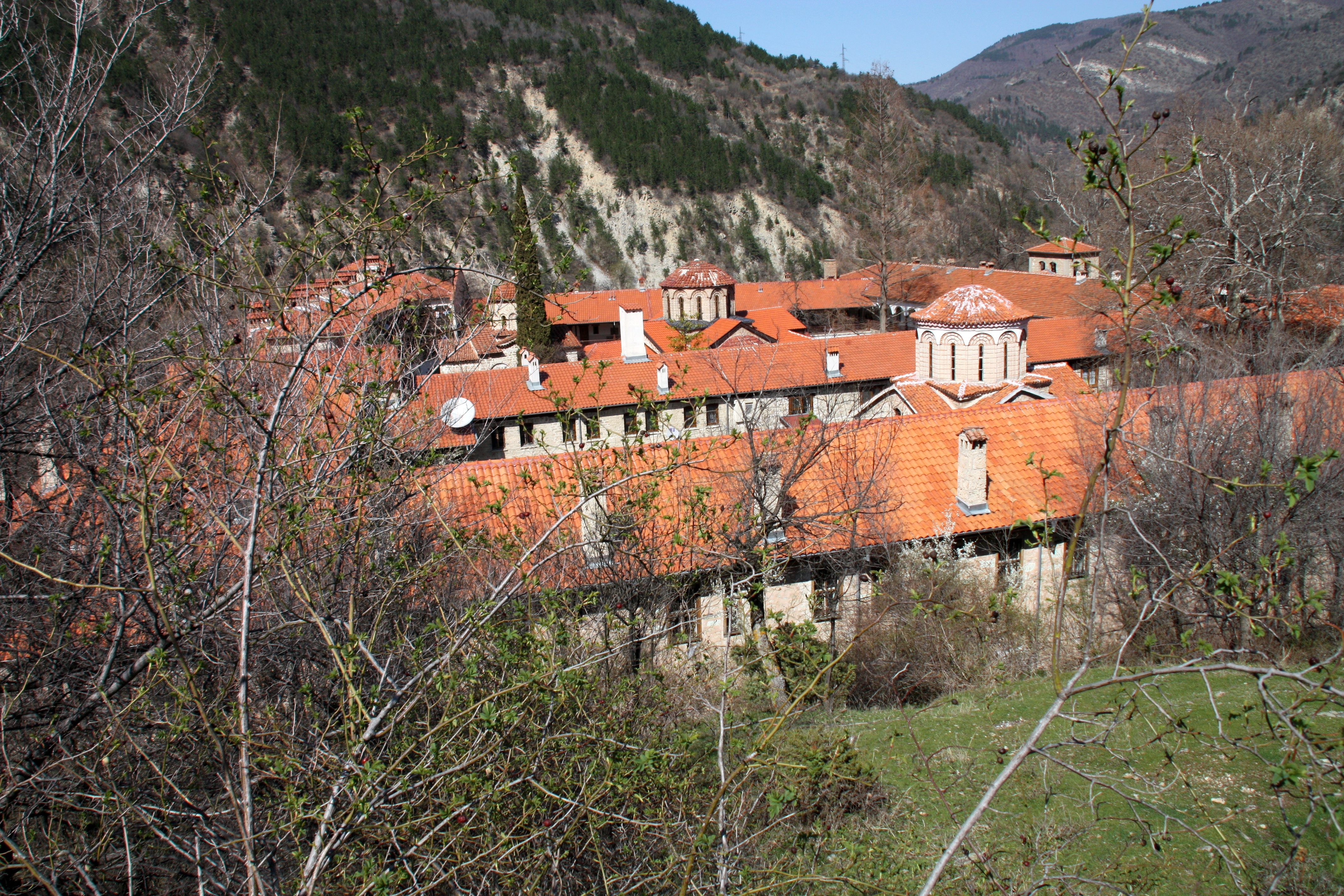
Der Klosterkomplex

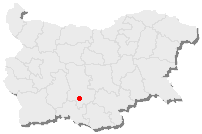
Karte von Bulgarien mit der Position des Klosters

Das Kloster Batschkowo (bulgarisch Бачковски манастир Batschkowski manastir, georgisch პეტრიწონის მონასტერი Petrizonis monasteri, gegründet als Theotokos-Kloster Petritzos) in Batschkowo, Bulgarien etwa 30 km südlich der zweitgrößten Stadt Plowdiw, etwa 11 km südlich Stadt Assenowgrad am Nordrand des dicht bewaldeten Rhodopen-Gebirges am rechten Ufer der Tschaja. Das bulgarisch-orthodoxe Kloster Batschkowo ist das zweitgrößte Kloster in Bulgarien und direkt dem bulgarischen Patriarchen unterstellt (→ Patriarchenkloster).
Die Anlage gehört neben dem Kloster Rila zu den wichtigsten Wallfahrtszentren in Südosteuropa und gilt als Nationalheiligtum. Sie ist dementsprechend ein wichtiges Zentrum des religiösen Tourismus im Land und steht auf der Liste der 100 nationalen touristischen Objekte Bulgariens, die vom Bulgarischen Tourismusverband erstellt wurde.

## Geschichte
Das Kloster wurde 1083 vom byzantinischen Befehlshaber der Gegend von Philippopolis Gregor Pakourianos und seinem Bruder Abas gegründet. Im 13. Jahrhundert haben die Iberier die Kontrolle über das Kloster verloren, jedoch wurde bis zum 14. Jahrhundert im Kloster der Einfluss der georgischen Kultur und Tradition bewahrt. Gregor Pakourianos hatte vom byzantinischen Kaiser für seine Verdienste Land auf dem Balkan erhalten. Auf diesem ließ er das Kloster mit vielen Schenkungen bauen, das der Mutter Gottes gewidmet ist. Deshalb trägt das Kloster auch den Namen „Maria Himmelfahrt“. Im Kloster wurden Jugendliche als Mönche und zu Lehrern ausgebildet. Die Geschichte des Klosters war sehr wechselhaft. Bis ins 12. Jahrhundert beherbergte das Kloster nach dem Stifterwillen überwiegend georgische Mönche. Als das Kloster vom bulgarischen Staat übernommen wurde, bekam es sehr großzügige Gaben von den bulgarischen Herrschern, von denen besonders die Zaren Iwan Assen II. (1218–1241) und auch Iwan Alexander (1331–1371) hervorgehoben seien.
Während des zweiten bulgarischen Reichs (14. Jahrhundert) entwickelte sich das Kloster zu einem der wichtigsten geistigen Zentren Bulgariens. Berühmt war es für seine Schreibschule. Wahrscheinlich starb hier der letzte mittelalterliche Patriarch Euthymios von Tarnowo. Auch während der „500-jährigen Türkenherrschaft“ leistete das Kloster wichtige Beiträge für die Erhaltung der bulgarischen Kultur und Sprache. Trotz zeitweiliger Aufhebung, die wohl um den Wechsel vom 14. zum 15. Jahrhundert erfolgte und die fast hundert Jahre andauerte, konnte das Kloster nach seiner Wiedergründung um 1600 zahlreiche Handschriften und Bücher in kyrillischer Schrift und bulgarischer Sprache über Jahrhunderte hinweg bewahren.

## Bauwerke
An Sehenswürdigkeiten weist das Kloster – abgesehen von der imposanten Gesamtanlage – drei Kirchenbauten und ein Beinhaus (Ossuarium) auf.
Eine botanische Besonderheit stellt der mehr als 300 Jahre alte Baum im Innenhof dar, eine Chinesische Jujube. Aus den Früchten wird ein aromatischer Schnaps destilliert, die „Dschindschifilowa Rakija“.
Der 1601 erbaute, original erhaltene Flügel des Nordhofes beherbergt in seinem südlichen Teil neben der Klosterküche auch das Refektorium, den Speiseraum der Mönche, sowie den Klosterkeller zur Lagerung von Lebensmittelvorräten und Wein. In der oberen Etage befinden sich die Wohnräume des Klosterabtes. An den Außenwänden des Obergeschosses sieht man Szenen aus der Geschichte des Klosters, unter anderem Freskenfragmente von Alexy Atanassov aus dem Jahr 1846.

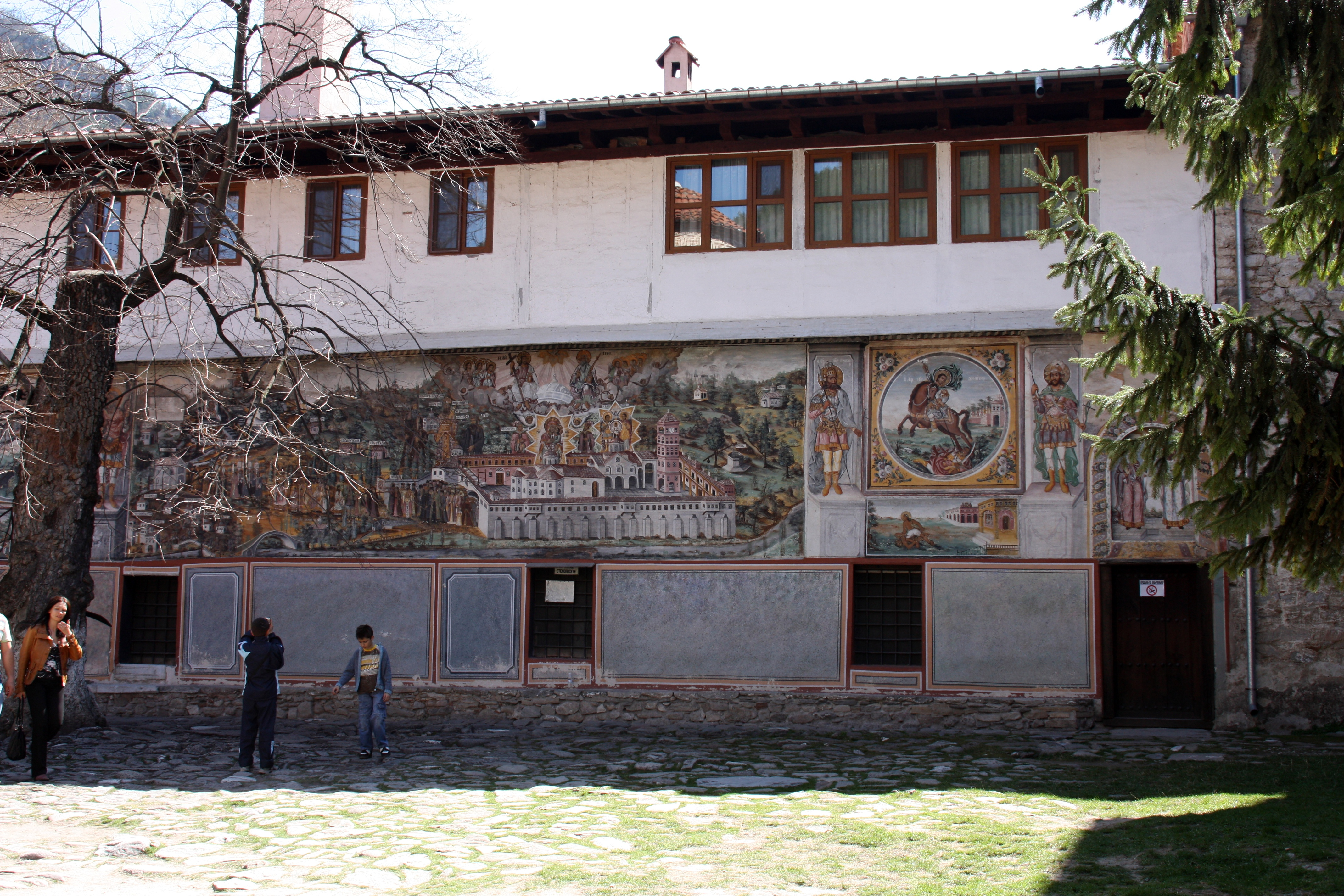
Südlicher Teil des Klosterflügels im nördlichen Hof mit Szenen aus der Geschichte des Klosters von Alexy Atanassov aus dem Jahre 1846
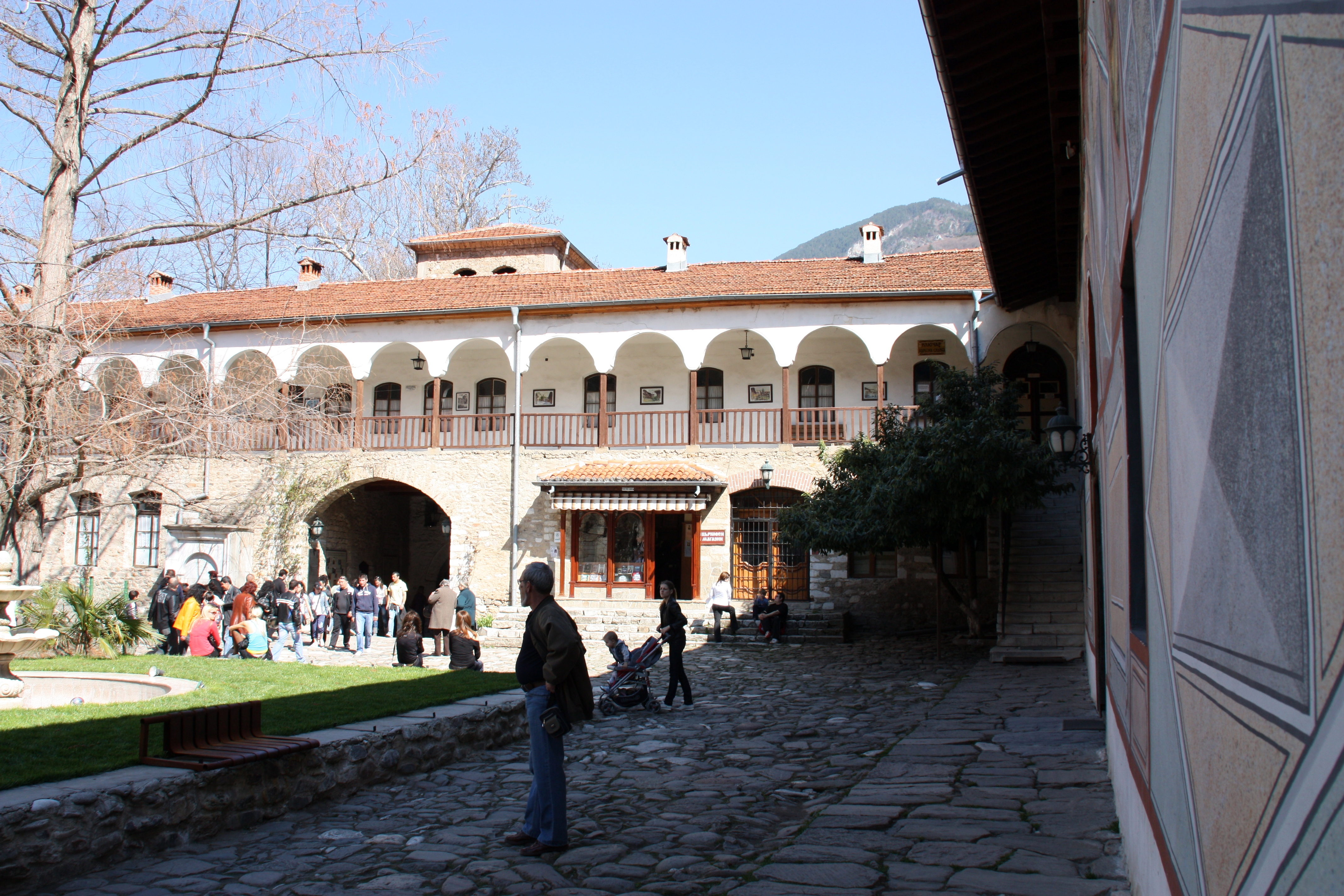
Innenseite des Haupteingangs
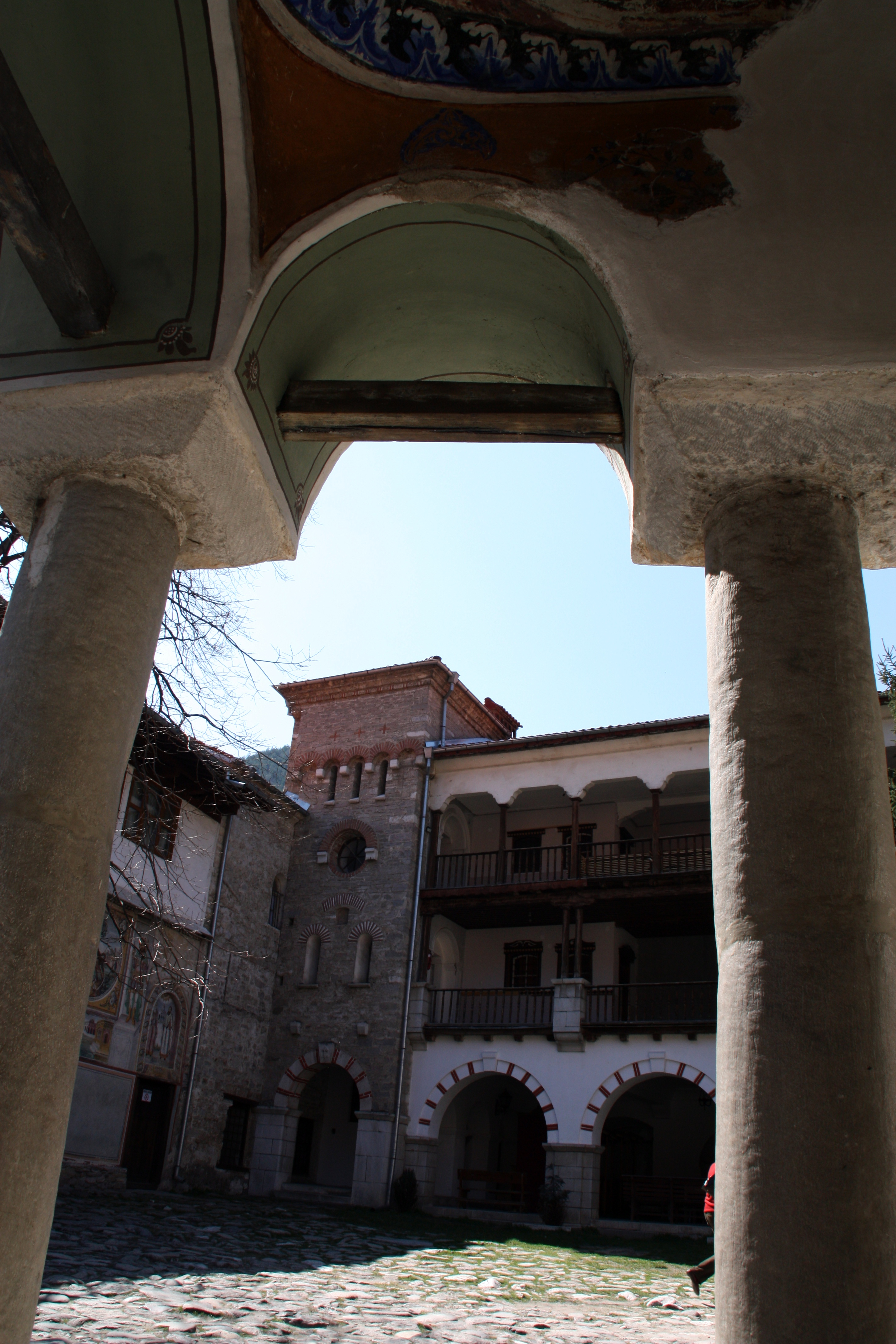
Innenhof aus Richtung Eingang Klosterkirche
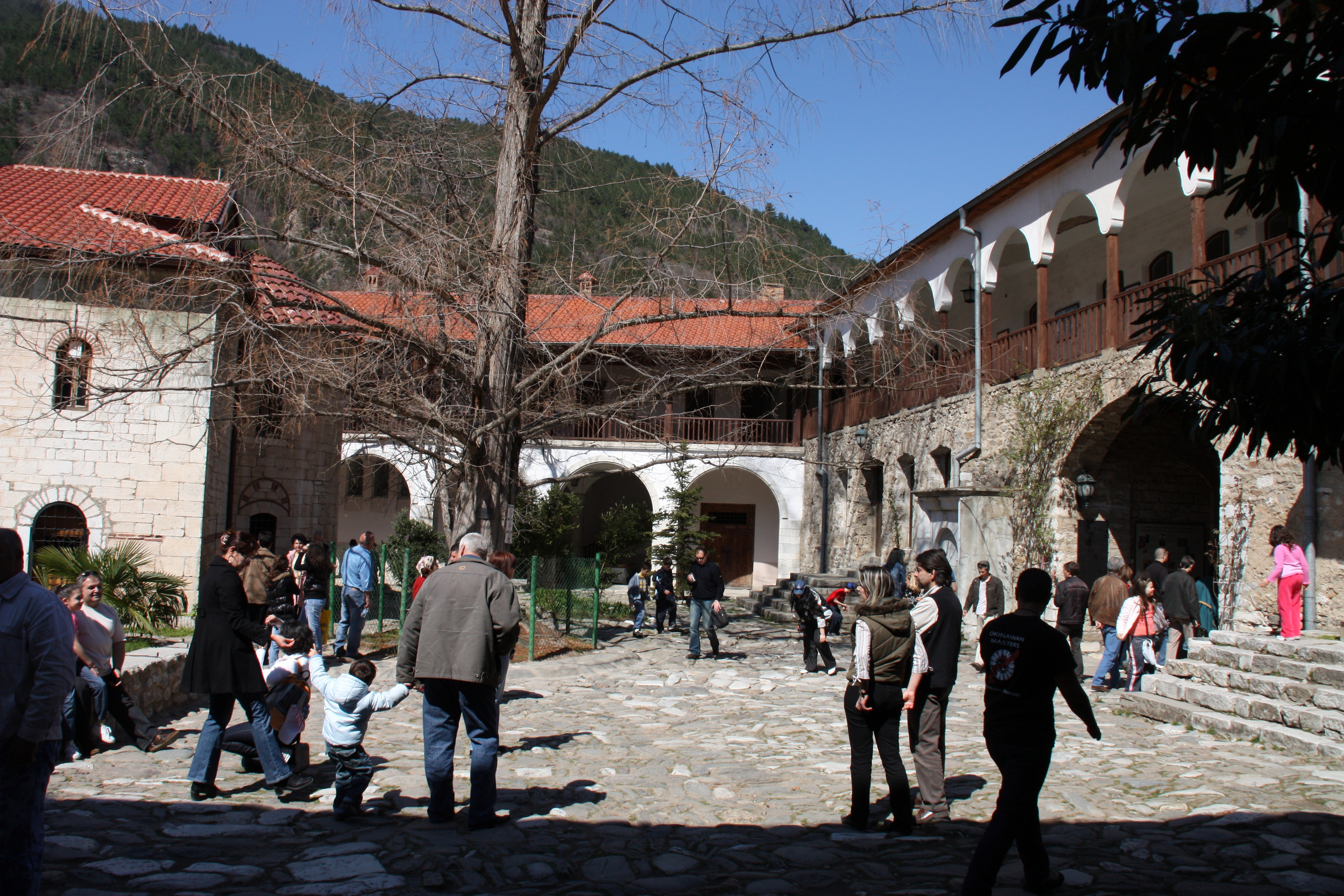
Innenhof

### Batschkowo-Beinhaus
Das Beinhaus ist eines der ältesten Gebäude des Klosters; baulich geht es vermutlich bis ins 11. Jahrhundert, der Zeit der Klostergründung, zurück. Es ist mit Fresken aus dem 12., 14. und 19. Jahrhundert bemalt. Das zweistöckige Gebäude ist wie eine Einschiffbasilika aufgebaut. Im Erdgeschoss befindet sich das Beinhaus und in der oberen Etage eine Friedhofskirche. Zu den berühmtesten Wandmalereien gehört die Komposition „Die Vision des Propheten Ezekiel“ aus dem 12. Jahrhundert, außerdem sind Bilddarstellungen der Klosterstifter zu sehen. In der Kirchenvorhalle in der oberen Etage ist der bulgarische Zar Iwan Alexander (1331–1371) dargestellt. Aufgrund seiner Wandmalereien zählt das Batschkowo-Beinhaus zu den herausragendsten Kulturdenkmälern Bulgariens.

### Refektorium
Der Speiseraum des Klosters (Refektorium) wurde wie die Klosterküche 1601 erbaut und bis ins Jahr 1643 mit Fresken ausgestattet. Die Wandmalereien des Refektoriums sind erst kürzlich restauriert worden. Auf der östlichen Seite sind die Bibelszenen „Das Jüngste Gericht“ und „Das Paradies“ dargestellt, in der Apsis (Nische) sieht man „Die sitzende Mutter Gottes“. Das Gewölbe weist das Motiv der Wurzel Jesse (mit dem „Stammbaum des Retters“ von Abraham bis Christus) auf. Weitere Wandmalereien zeigen altgriechische Philosophen, Gelehrte und Schriftsteller, die Sibylle (als Prophetin der Ankunft des Christus), alttestamentliche Heroen sowie „Die sieben Ökumenischen Konzilien“. Sehenswert ist auch der lange Marmortisch des Refektoriums von 1601; er besitzt acht Standbeine, welche hintereinander in einer Reihe angeordnet sind.

### Kirche „Sweti Archangeli“ (Erzengel-Kirche)
Das einzige Gebäude, das den Brand von 1595 unbeschadet überstanden hat, und daher der wohl älteste erhaltene Kirchenbau des Klosters ist die Erzengel-Kirche (bulgarisch „Свети Архангели Sweti Archangeli“). Der Bau stammt vermutlich aus dem 12. Jahrhundert und wurde als Winterkirche genutzt.
Die Gewölbemalereien der ersten sowie die Wandmalereien der zweiten Etage stammen aus der Zeit von 1841 bis 1846. Angefertigt wurden sie in der Stilepoche der bulgarischen Wiedergeburt von Sachari Sograf, einem namhaften Meister der Samokower Schule. Zu sehen sind unter anderem die eindrücklichen Fresken „Die Parabel vom reichen Mann und den armen Lazarus“, „Die zehn Jungfrauen“, „Die arme Witwe von Sarepta“ und „Vor der Todesschwelle“.

### Hauptkirche „Uspenie Bogoroditschno“
Die zentrale Klosterkirche aus dem Jahr 1604 ist der Gottesmutter Maria „Sweta Bogorodiza“ und ihrem Entschlafen (auch: Mariä Himmelfahrt) geweiht. Es handelt sich hierbei um eine Kreuzkuppelkirche mit einer zylinderförmigen Apsiden-Trommelkuppel, die mit orangeroten Flachziegeln bedeckt ist.
Die Kirchenvorhalle wurde 1643 bemalt, der zentrale Teil im Jahr 1850. Im Altarbereich der Kirche ist ein Baldachin des Heiligen Altartisches von 1637 erhalten. Die wundertätige Ikonostase (Ikonenwand) aus dem 18. Jahrhundert besteht aus den folgenden Ikonendarstellungen (bemalt ab 1793):
- die Heilige Gottesmutter mit dem Jesuskind (dargestellt mit drei Händen!)
- die Jungfrau aus den Rhodopen
- der segnende Christus
- der Hl. Johannes der Täufer
- der Hl. Nikolaus
- der Hl. Dimitri

Über die Ikone der dreihändigen Heiligen Gottesmutter erzählt eine Legende, dass das Bildnis in den ersten Jahrhunderten des frühen Christentums gemalt und im Jahr 1311 als Gabe frommer Georgier ins Batschkowo-Kloster überführt worden sei. Die Ikone wurde 1819 mit einem silbernen Mantel eingefasst und ist auch als „Die Mutter Gottes aus Iwer“ bekannt.

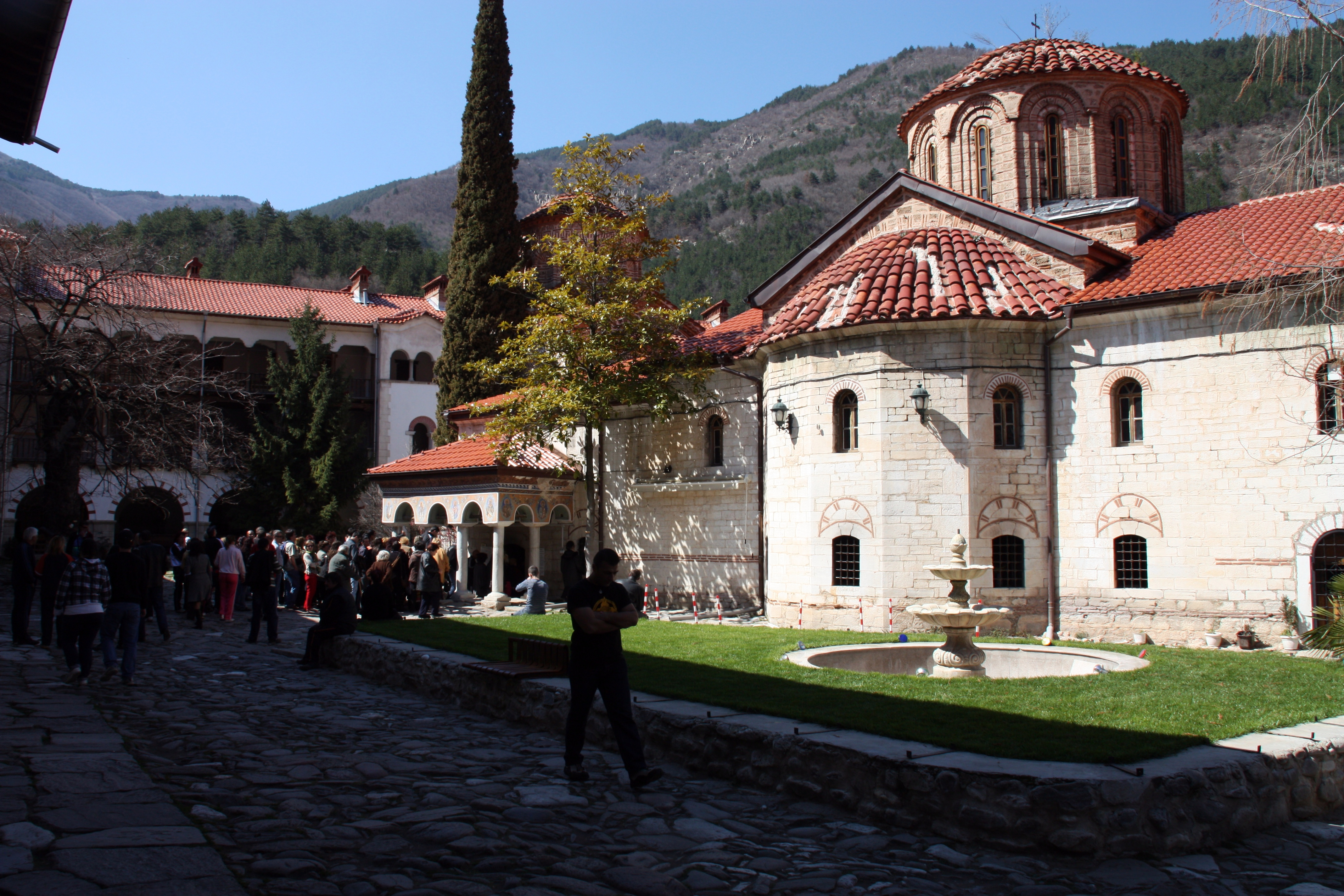
Klosterkirche Maria Himmelfahrt
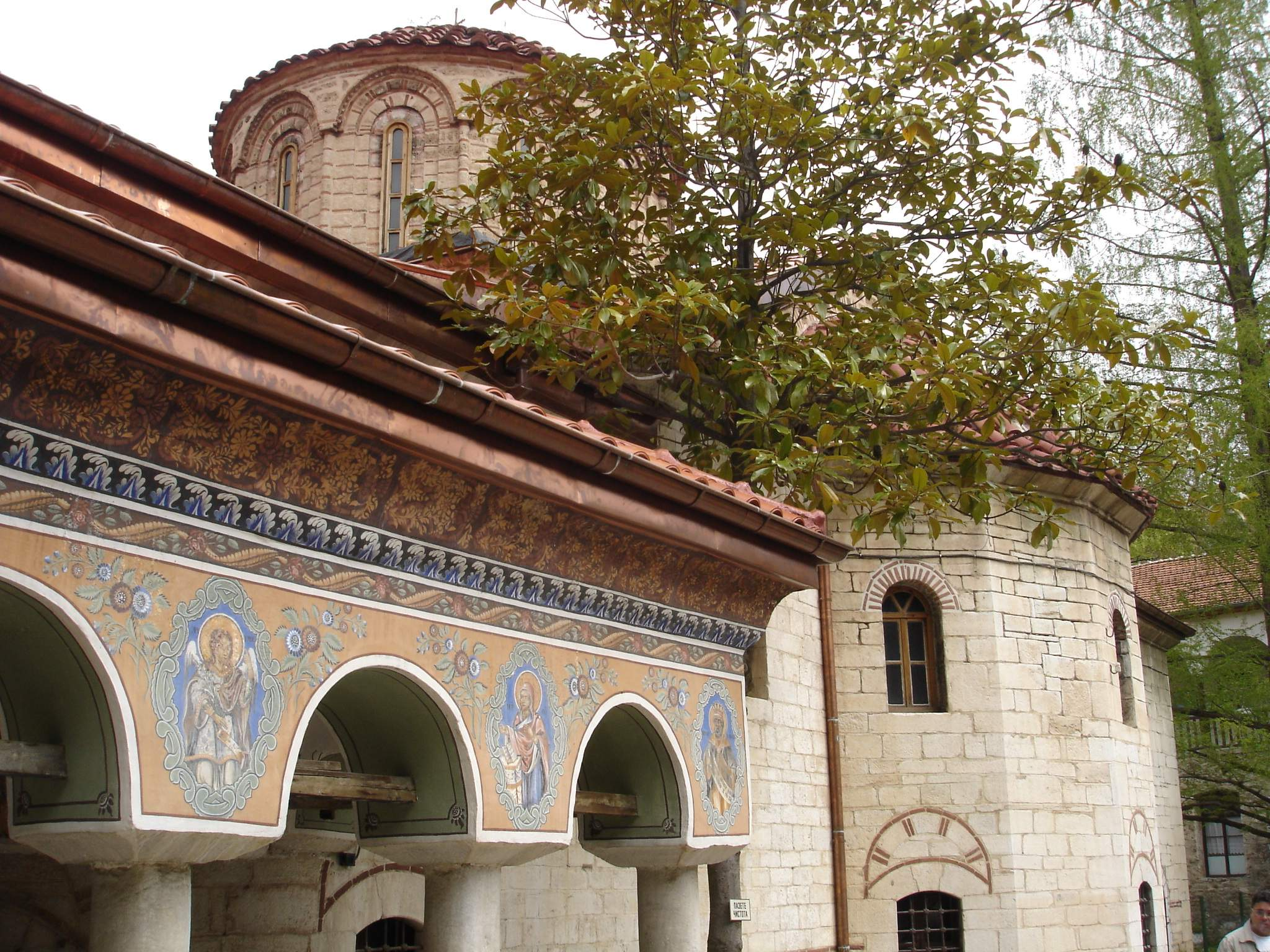
Eingang zur Klosterkirche
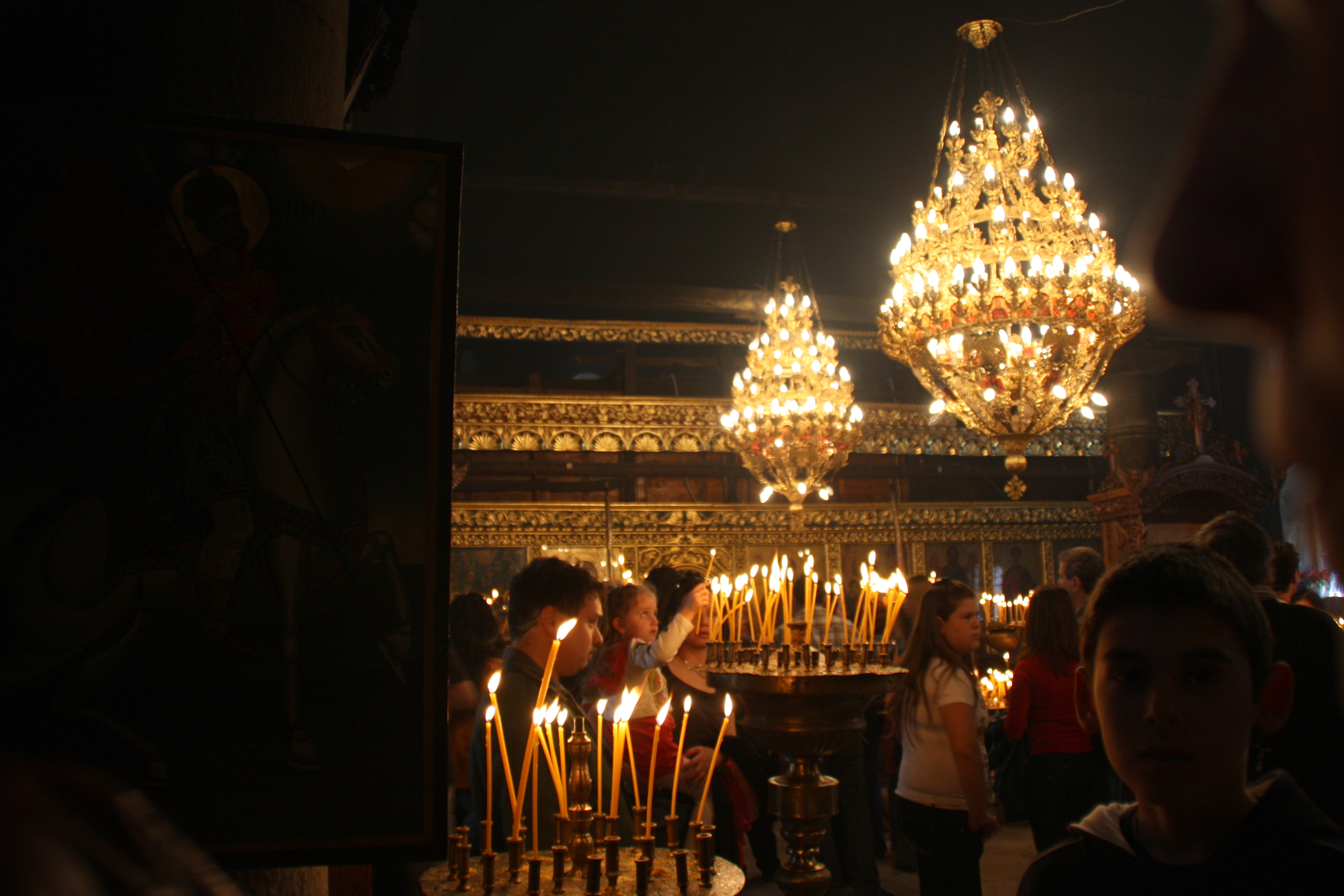
Innenraum
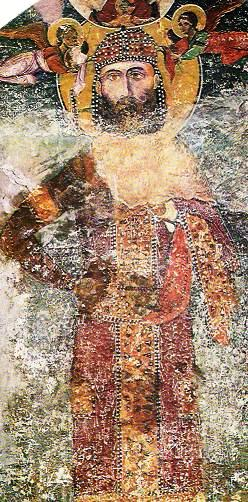
Zar Iwan Alexander, Fresko in der Klosterkirche

### Kapelle „Sweti Nikola“ (Sankt Nikolaus)
Die Kapelle wurde 1836 zu Ehren von Sankt Nikolaus erbaut (bulgarisch „Свети Никола Sweti Nikola“). 1840 hat sie der junge Sachari Sograf bemalt; die Fresken zählen zu seinen frühesten künstlerischen Ausführungen. Im offenen Kirchenvorhof befinden sich die Kompositionen „Das Jüngste Gericht“ und „Das Paradies“. Über diesen sieht man ein Selbstbildnis des Künstlers sowie Darstellungen des Klosterabtes und seines Stellvertreters. Weitere Fresken sind „Die Ureltern Adam und Eva“ und der erste Brudermord „Kain tötet Abel“.

## Museum
Im Klostermuseum gibt es eine umfangreiche Sammlung mit alten Gottesdienstbüchern, Kirchengerätschaften, alten Münzen und Jubiläumsschmuck.

## Heutige Nutzung
Auch heute noch leben Mönche in dem Klosterkomplex, der auch Übernachtungsmöglichkeiten für Pilger und Reisende bietet. Im Klostermuseum gibt es eine reiche Sammlung von Kirchengegenständen, Ikonen und Büchern. Dazu kann man einen Sultansferman aus dem Jahr 1452 sowie ein Schwert, das der Legende nach Kaiser Friedrich Barbarossa bei seinem Kreuzzug hier zurückgelassen haben soll, besichtigen.
Einmal im Jahr – im Juli – treffen im Kloster Bevölkerungsgruppen zusammen, die hier ihre Familienfestlichkeiten gemeinsam feiern. Von Kindtaufen über Hochzeiten bis zu Totenfeiern für die im zurückliegenden Jahr Verstorbenen. An diesen Tagen können die Gäste dieser Feierlichkeiten auch Unterkunft im Kloster erhalten. Diese Zusammenkunft ist ein wichtiges Glied in der kulturellen und ethnischen Bindung.
2017 strahlte Arte Re: eine Dokumentation über den „Brautmarkt“ von Batschkowo aus, auf dem Roma Ehen arrangieren und jährlich am letzten August-Wochenende im Schatten des Klosters abgehalten wird.